# 中華人民共和国公司法
中華人民共和国公司法（ちゅうかじんみんきょうわこくこうしほう）とは、中華人民共和国における有限責任会社（有限責任公司、zh:有限責任公司）および株式会社について、それぞれの設立、組織機構、持ち分、株式譲渡等の事項を定める法律である。中国語原文表記は、「中华人民共和国公司法」である。

## 構成
- 第1章「総則」（第1条から第22条）

- 第2章「有限責任会社の設立及び組織機構」
  - 第1節「設立」（第23条から第35条）
  - 第2節「組織機構」（第36条から第56条）
  - 第3節「一人有限責任会社に関する特別規定」（第57条から第63条）
  - 第4節「国有独資会社に関する特別規定」（第64条から第70条）

- 第3章「有限責任会社の持分譲渡」（第71条から第75条）

- 第4章「株式有限会社の設立及び組織機構」
  - 第1節「設立」（第76条から第97条）
  - 第2節「株主総会」（第98条から第107条）
  - 第3節「董事会、総経理」（第108条から第116条）
  - 第4節「監事会」（第117条から第119条）
  - 第5節「上場会社組織機構に関する特別規定」（第120条から第124条）

- 第5章「株式有限会社の株式の発行及び譲渡」
  - 第1節「株式の発行」（第125条から第136条）
  - 第2節「株式の譲渡」（第137条から第145条）

- 第6章「会社の董事、監事及び高級管理職の資格及び義務」（第146条から第152条）
- 第7章「社債」（第153条から第162条）
- 第8章「会社の財務、会計」（第163条から第171条）
- 第9章「会社の合併、分割、増資、減資」（第172条から第179条）
- 第10章「会社の解散及び清算」（第180条から第190条）
- 第11章「外国会社の支社機構」（第191条から第197条）
- 第12章「法律責任」（第198条から第215条）
- 第13章「附則」（第216条から第218条）

注)上記の構成区分の表題中、原文の「公司」は「会社」に、「分支」は「支社」に訳している。

## 沿革
1980年代後半から国有企業改革の切り札として、テスト事業（試点工作）として株式会社化が進められていたが、1993年12月29日に第8期全国人民代表大会常務委員会第5回会議で旧公司法が採択され、株式公司に本格的な法律的根拠が与えられた。しかし、この旧公司法は完全な市場経済モデルへの移行前に起草されたため、過渡的なものであり、多くの欠点や不都合を抱えていた。そこで市場経済に適合する本格的な法律を目指して、2005年10月27日に第10期全国人民代表大会常務委員会第18回会議にて新公司法が採択された。旧公司法のうち変更されなかったのは20条余りというほどの全面的な改正であった。新公司法による主な改正点は、以下のとおりである。
1. 会社設立の要件を緩和したことで、有限責任公司は最低資本金が3万元に（2013年改正前第26条第2項）、株式有限公司については500万元に引き下げられた（2013年改正前第81条第3項）[3]。
2. 一人有限公司についての特別規定を置き、一般的に一人有限公司を認めた（2013年改正前第58条から第64条）[5]。
3. 強行規定を任意規定に変更し、定款・私的自治を拡大した[5]。
4. 董事会（取締役会）、監事会の権限強化、詳細化をはかり、同時に代表取締役の権限を制約した（2013年改正前第109条から第120条）[5]。
5. 少数株主の利益保護強化（2013年改正前第34条など）[5]。
6. 法人格否認の法理の導入。すなわち、「会社の社員・株主は、法律、行政法規および会社定款を遵守し、法に従って株主の権利を行使しなければならず、株主の権利を濫用して会社またはその他の株主の利益を損なってはならず、法人の独立的地位および株主の有限責任を濫用して会社の債権者の地位を損なってはならない」とされた（第20条）[5]。

## 2013年改正について
本「中華人民共和国公司法」は2013年に改正され、全国人民代表大会常務委員会により同年12月28日に可決の上公布された。実施日は、翌2014年3月1日とされた。本改正の主旨と目的は、会社設立の敷居を下げ、投資者の負担を軽減し、会社参入の利便を図ることにある。改正箇所は10数か所におよび、その主な内容は、登録資本の払込登記制度（実際に払込んだ資本金額を登記する制度）から引受登記制度（会社定款等で定めた資本金額を登記する制度）へ移行したこと、登録資本の登記条件を緩和したこと、登記事項及び登記書類を簡素化したことの3つである。企業設立の参入緩和（登録資本の「引受制」などを含む）は、国際的に通用している企業管理方式であり、今回の改正の主な内容は、この国際慣例に従うものとなる。登録資本の引受制などはこれまでに中国（上海）自由貿易試験区において試行されており、今回正式に中国全土で施行された。中国国内で現地法人を設立する日本国の投資者、または登録資本の追加を準備している日系企業にとっては、本法令はいずれも投資者の負担を軽減するものとなる。以下具体的にみる。

### 払込資本金登記制度から引受登記制度への変更
- 有限責任会社の登録資本は会社登記機関で登記した全出資者が払込を引き受けた出資額とする[6]。株式会社が発起設立方式で設立された場合、登録資本は会社登記機関で登記された全発起人が払込を引き受けた株式資本総額とする[6]。
- 法律、行政法規及び国務院の決定で会社の登録資本の実際の払込について別途規定がある場合を除き、会社出資者（発起人）は会社設立の日から2年以内に全額を出資し、投資会社は5年以内に全額を出資しなければならないという規定を削除した（2013年改正前第26条第2文のうち該当部分の削除）[6]。
- 一人有限責任会社の出資者は一括で出資全額を払い込まなければならないという規定を削除した（2013年改正前第59条第1項の削除）[6]。
- 会社出資者（発起人）が自主的に引受出資額、出資方式、出資期限などを定めた上で、会社定款に記載する方式を採用した[6]。

### 登録資本の登記条件の緩和
- 会社の登録資本最低限度額について、有限責任会社、一人有限責任会社、株式会社の最低登録資本をそれぞれ3万元、10万元、500万元としていた規程を削除した（ただし、業界関連規定に別途最低資本金を定めている場合を除く）[6]。（2013年改正前の第26条第3文、同第59条第1項、同第81条第3項第1文の削除）
- 2013年改正以後は会社設立時の全出資者（発起人）の初回出資比率及び貨幣出資比率を制限しない[6]。

### 登記事項及び登記書類の簡素化
- 会社出資者の引受出資額、会社の実際払込資本は、2013年改正以後は登記事項とならない[6]。
- 会社登記時に、出資検証報告書を提出する必要はない[6]。

## 本法の目的と指導原理
本法は、「公司（会社）」の組織及び行為を規範化し、公司や株主及び債権者の合法な権益を保護し、社会経済秩序を擁護し、社会主義市場経済の発展を促進することを本法の制定趣旨とする（第1条）。また、社会主義体制に由来する規定としては、第19条があり、「公司のなかには、中国共産党規約の定めに基づき、中国共産党の組織を設立し、党の活動を行う。公司は、党組織の活動に必要な条件を提供しなければならない。」との規定を置いた。末端党組織の強化を目指す近時の共産党の方針を反映する。一方で従業員の意見を経営、労働条件に反映させようとする制度も導入され、例えば、監事会の3分の1以上は選挙で選ばれた従業員代表によって構成されなければならないとされる（第117条第2項）。

## 本法の解説<1>設立
株式会社または有限会社の設立に関しては、いずれも準則主義がとられている）。設立の要件を充足する手続きが履行されたとき、会社の設立が認められ、国は法人格を付与する）。

### 設立要件
株式会社または有限会社の設立要件は、以下のとおりである）。
- 発起人あるいは社員の法定員数との合致
- 定款作成
- 会社要件を満たす機関の設定
- 住所設定
- 株式会社の場合、設立準備事項の遵守。

などである）。

### 設立登記
設立登記は、会社登記管理条例に基づいて行う）。設立登記手続きは、工商行政管理局に登記申請書、定款等の書類を提出する。日本の登記機関が形式的審査権のみで実質的審査権を有しないのに対し、中国の登記機関は実質的審査権までをも有する。